# Kleptochthonius cerberus
Kleptochthonius cerberus är en spindeldjursart som beskrevs av Malcolm och Chamberlin 1961. Kleptochthonius cerberus ingår i släktet Kleptochthonius och familjen käkklokrypare. Inga underarter finns listade i Catalogue of Life.